# Regelbetrieb (Verfahrenstechnik)
Als Regelbetrieb wird in der Verfahrenstechnik die Betriebsphase bezeichnet, für welche die Anlage ausgelegt ist.

## Hintergrund
Der Regelbetrieb ist definiert als bestimmungsgemäßer Betrieb einer Anlage bis zur Stilllegung ohne die Phasen der Inbetriebnahme und des Probebetriebs. Er kann sowohl geregelt als auch manuell ablaufen und ist Teil des Dauerbetriebs; bei Letzterem können auch Phasen der Verletzung der Genehmigung auftreten.
Die erstmalige Aufnahme des Regelbetriebs fällt mit dem erfolgreichen Abschluss der Inbetriebnahme zusammen. Das An- und Abfahren einer Anlage ist Teil des Regelbetriebs.